# Nea Chalkidona
Nea Chalkidona (gr. Νέα Χαλκηδόνα) – miejscowość w Grecji, w administracji zdecentralizowanej Attyka, w regionie Attyka, w jednostce regionalnej Ateny-Sektor Centralny, w gminie Filadelfia-Chalkidona. W 2011 roku liczyła 9822 mieszkańców. Położona w granicach Wielkich Aten.
Leży około 2 km od drogi szybkiego ruchu nr 6. W pobliżu znajduje się także część grecka trasy europejskiej E75. Dzięki temu posiada dobre połączenia z okolicznymi miastami którymi są: Kifisia, Peristeri oraz Acharnes. Do lat 50. XX wieku, Nea Chalkidona była niewielką miejscowością rolniczą, posiadającą liczne farmy. Rozpoczęta od 1950 roku urbanizacja przekształciła miejscowość w jedną z ateńskich dzielnic przemysłowych. Tereny rolnicze oraz lasy pozostają na północnym krańcu.

## Zmiana populacji miejscowości[potrzebnyprzypis]
| Rok  | Populacja | Zmiana        | Gęstość      |
| ---- | --------- | ------------- | ------------ |
| 1981 | 10 533    | -             | 13 166,3/km² |
| 1991 | 9 533     | -1 000/-9,49% | 11 916,3/km² |
| 2001 | 10 112    | +579/+6,07%   | 12 640,0/km² |